# 손희승
손희승(한국 한자: 孫喜承, 1979년 7월 3일~)은 대한민국의 배우이다.

## 학력
- 한양대학교 대학원 연극영화학과 (졸업)

## 수상 경력
- 2004년 제13회 서울어린이연극상 연기상

## 뮤지컬
- 허깨비놀이
- 허유란전
- 러브인아시아

## 연극
- 아리아리 돈깨비
- 관객모독 WOMAN
- 강풀의 순정만화
- 잇츠유
- 마지막 20분 동안 말하다
- 무소의 뿔처럼 혼자서 가라
- 뛰는 놈 위에 나쁜 놈
- 인간
- 민들레 바람되어
- 너와 함께라면
- 오셀로
- 민들레 바람되어 2
- 너와 함께라면 2
- 잇츠유 2
- 극적인 하룻밤